# Haiti a 2004. évi nyári olimpiai játékokon
Haiti a görögországi Athénban megrendezett 2004. évi nyári olimpiai játékok egyik részt vevő nemzete volt. Az országot az olimpián 4 sportágban 8 sportoló képviselte, akik érmet nem szereztek.

## Atlétika
Férfi
| Versenyző      | Versenyszám | Előfutam | Előfutam | Előfutam | Negyeddöntő | Negyeddöntő | Negyeddöntő | Elődöntő | Elődöntő | Elődöntő | Döntő   | Döntő    |
| Versenyző      | Versenyszám | Idő      | Hely.    | Össz.    | Idő         | Hely.       | Össz.       | Idő      | Hely.    | Össz.    | Idő     | Helyezés |
| -------------- | ----------- | -------- | -------- | -------- | ----------- | ----------- | ----------- | -------- | -------- | -------- | ------- | -------- |
| Dadi Denis     | 400 m       | 47,57    | 7.       | 48.      |             |             |             | kiesett  | kiesett  | kiesett  | kiesett | kiesett  |
| Moise Joseph   | 800 m       | 1:48,15  | 6.       | 52.      |             |             |             | kiesett  | kiesett  | kiesett  | kiesett | kiesett  |
| Dudley Dorival | 110 m gát   | 13,39    | 1.       | 7.**     | 13,39       | 2.          | 9.*         | 13,39    | 5.       | 11.      | kiesett | kiesett  |

Női
| Versenyző             | Versenyszám | Előfutam | Előfutam | Előfutam | Elődöntő | Elődöntő | Elődöntő | Döntő   | Döntő    |
| Versenyző             | Versenyszám | Idő      | Hely.    | Össz.    | Idő      | Hely.    | Össz.    | Idő     | Helyezés |
| --------------------- | ----------- | -------- | -------- | -------- | -------- | -------- | -------- | ------- | -------- |
| Nadine Faustin-Parker | 100 m gát   | 12,94    | 3.       | 15.      | 12,74    | 8.       | 12.      | kiesett | kiesett  |

* - két másik versenyzővel azonos időt ért el

** - három másik versenyzővel azonos időt ért el

## Cselgáncs
Férfi
| Versenyző     | Versenyszám | Selejtező         | 32-es főtábla                       | Nyolcaddöntő      | Negyeddöntő       | Elődöntő          | Vigaszág első kör                 | Vigaszág negyeddöntő | Vigaszág elődöntő | Bronz- mérkőzés   | Döntő             | Helyezés    |
| Versenyző     | Versenyszám | Ellenfél Eredmény | Ellenfél Eredmény                   | Ellenfél Eredmény | Ellenfél Eredmény | Ellenfél Eredmény | Ellenfél Eredmény                 | Ellenfél Eredmény    | Ellenfél Eredmény | Ellenfél Eredmény | Ellenfél Eredmény | Helyezés    |
| ------------- | ----------- | ----------------- | ----------------------------------- | ----------------- | ----------------- | ----------------- | --------------------------------- | -------------------- | ----------------- | ----------------- | ----------------- | ----------- |
| Ernst Laraque | Könnyűsúly  |                   | Leandro Guilheiro (BRA) · 0000-1001 | kiesett           | kiesett           | kiesett           |                                   |                      |                   |                   |                   | helyezetlen |
| Joel Brutus   | Nehézsúly   |                   | Szejed Fasandi (IRI) · 0001-1002    |                   |                   |                   | Selim Tataroğlu (TUR) · 0000-1000 | kiesett              | kiesett           | kiesett           |                   | helyezetlen |

## Ökölvívás
| Versenyző   | Versenyszám | Selejtező                 | Nyolcaddöntő      | Negyeddöntő       | Elődöntő          | Döntő             | Helyezés |
| Versenyző   | Versenyszám | Ellenfél Eredmény         | Ellenfél Eredmény | Ellenfél Eredmény | Ellenfél Eredmény | Ellenfél Eredmény | Helyezés |
| ----------- | ----------- | ------------------------- | ----------------- | ----------------- | ----------------- | ----------------- | -------- |
| André Berto | Váltósúly   | Xavier Noel (FRA) · 34-36 | kiesett           | kiesett           | kiesett           | kiesett           | 17.      |

## Taekwondo
Férfi
| Versenyző   | Versenyszám | Nyolcaddöntő                    | Negyeddöntő       | Elődöntő          | Vigaszág első kör | Vigaszág elődöntő | Bronz- mérkőzés   | Döntő             | Helyezés |
| Versenyző   | Versenyszám | Ellenfél Eredmény               | Ellenfél Eredmény | Ellenfél Eredmény | Ellenfél Eredmény | Ellenfél Eredmény | Ellenfél Eredmény | Ellenfél Eredmény | Helyezés |
| ----------- | ----------- | ------------------------------- | ----------------- | ----------------- | ----------------- | ----------------- | ----------------- | ----------------- | -------- |
| Tudor Sanon | Nehézsúly   | Kristopher Moitland (CRC) · 2-3 | kiesett           | kiesett           |                   |                   |                   |                   | 11.      |